# Люце, Фёдор Иванович (1797)
Фёдор Иванович фон Люце (нем. Gotthard Friedrich von Luce; 1797—1881) — генерал-лейтенант Корпуса лесничих.

## Биография
Родился в имении Гогенэйхен  (эст.) Аренсбургского уезда Лифляндской губернии 9 (20) апреля 1797 года в семье Иоганна-Вильгельма-Людвига фон Люце. Мать — Августа-Кристина, урождённая фон Адеркас (1772—1817) — вторая жена отца. Его брат от первого брака отца — Иоганн Фридрих Вильгельм фон Люче (1785—1866), также в России именовавшийся Фёдором Ивановичем.
В 1848—1853 годах был вице-инспектором 1-й вице-инспекции Корпуса лесничих, в 1853—1858 годах — вице-директор Лесного департамента, в 1862—1865 годах — председатель Лесного аудиториата Лесного департамента.
Генерал-майор Корпус лесничих — с 30 марта 1854 года; с 31 марта 1868 года — генерал-лейтенант.
Умер 28 мая (9 июня) 1881 года. Похоронен на Митрофановском кладбище.

## Семья
Был женат на Лидии Константиновне Кириченко-Астромовой (23.12.1819—14.10.1855). У них родились:
- Елизавета (1840—?), в замужестве за бароном
- Пётр (10.04.1842—?)[2]
- Михаил (1844—1918), действительный тайный советник, сенатор
- Алексей (1846—1915), генерал-лейтенант
- Владимир (1848—1900), юрист; умер в Варшаве; был женат на оперной певице Софье Конарской, у них родилась дочь Вера (1879—1977), ставшая женой Самуила Борисовича Вермеля.
- Анна (22.01.1851—?)